# Liste der Gouvernements des Irak

Irakische Gouvernements (Stand: 2011)

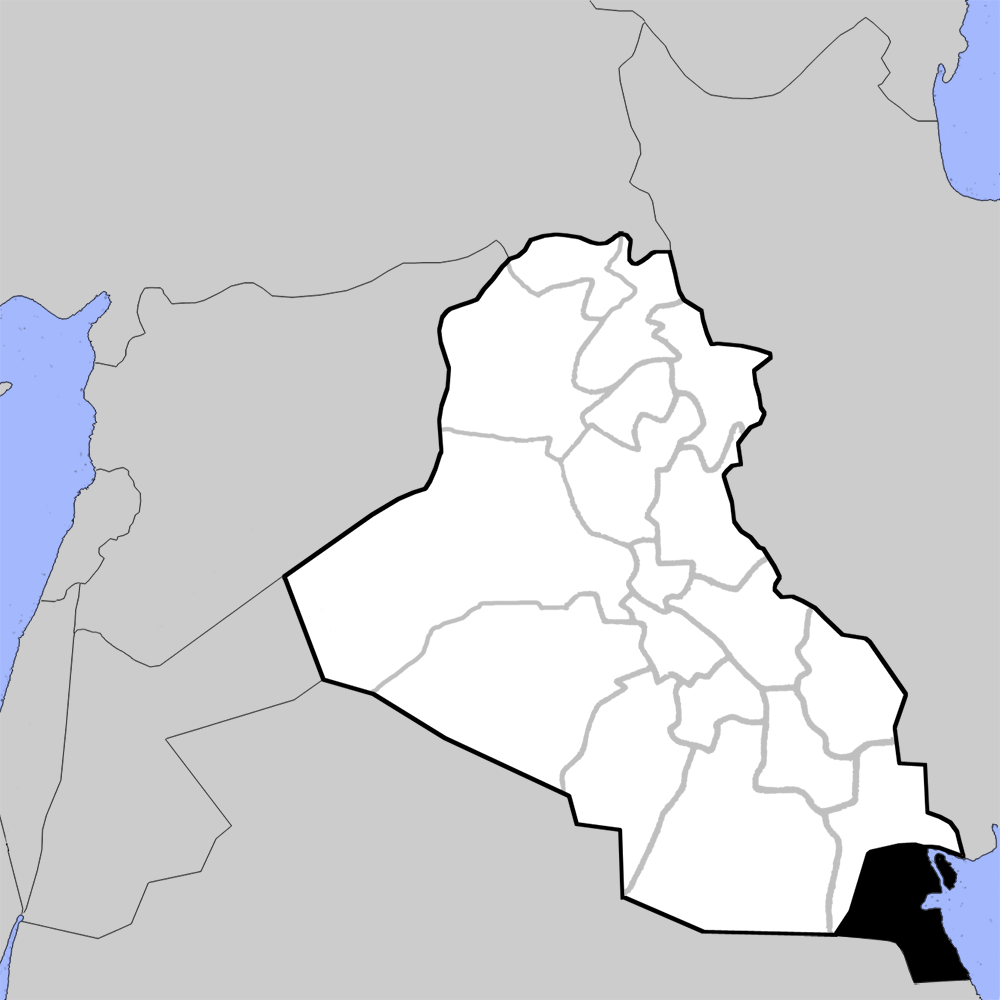
Irakischen Gouvernements 1980–2003 (Kuwait war 1990–1991 als 19. Gouvernement annektiert.)

Der Irak ist in 19 Gouvernements (arabisch محافظة, DMG muḥāfaẓa, Plural محافظات / muḥāfaẓāt) gegliedert. Die Gouvernements (Provinzen) bilden die zweite administrative Ebene, darüber sind die – weitgehend autonomen – Regionen angesiedelt, von denen es bisher aber nur eine, die Autonome Region Kurdistan, gibt.

## Gouvernements
- al-Anbar
- Babil
- Bagdad
- Basra
- Dahuk – Autonome Region Kurdistan
- Dhi Qar
- Diyala
- Erbil – Autonome Region Kurdistan
- Halabdscha – Autonome Region Kurdistan (seit 2014)
- Kerbela
- Kirkuk
- Maisan
- al-Muthanna
- Nadschaf
- Ninawa
- al-Qadisiya
- Salah ad-Din
- as-Sulaimaniya – Autonome Region Kurdistan
- al-Wasit